# ショウリョウバッタ
ショウリョウバッタ（精霊蝗虫、Acrida cinerea）は、バッタ目バッタ科に分類される昆虫の一種。日本に分布するバッタの中では最大種で、斜め上に尖った頭部が特徴である。
本種が属するショウリョウバッタ属（Acrida）はバッタ科（Acrididae）のタイプ属である。
在来種である。

## 特徴
オスの成虫は体長5 cm前後で細身だが、メスの成虫は体長8-9 cm、全長（触角の先端から伸ばした後脚の先端まで）は14-18 cmほどにも達し、オスよりも体つきががっしりしている。メスは日本に分布するバッタでは最大で、オスとメスの大きさが極端に違うのも特徴である。
頭部が円錐形で斜め上に尖り、その尖った先端に細い紡錘形の触角が2本つく。他のバッタに比べると前後に細長いスリムな体型をしている。体色は周囲の環境に擬態した緑色が多いが、茶褐色の個体も見られる。また、オス成虫には目立った模様がないが、メス成虫は体側を貫くように黒白の縦帯模様が入ることが多い。
不完全変態の昆虫のため成虫とよく似るが、幼虫には翅がない。

## 分布
ユーラシア大陸の熱帯から温帯に分布し、日本でも全国で見られる。ただし、青森県や北海道に分布するようになったのは20世紀後半頃からと考えられている。

## 生態
成虫が発生するのは梅雨明け頃から晩秋にかけてで、おもに背の低いイネ科植物が生えた明るい草原に生息する。都市部の公園や芝生、河川敷などにも適応し、日本のバッタ類の中でも比較的よく見られる種類である。食性は植物食で、主にイネ科植物の葉を食べる。
生息地に踏み入ると、オス成虫が「キチキチキチッ」と鳴きながら飛行する。これは飛行する際に前後の翅を打ち合わせて発音することによる。メスはほとんど飛ばないが、昼間の高温時に希に飛翔することもある。幼虫は飛行せず、後脚でピョンピョンと跳躍して逃げる。
羽化後間もない若い成虫は灯火に来ることもある。
成虫は秋に産卵すると死んでしまい、卵で越冬する。卵は翌年5–6月頃に孵化し、幼虫はイネ科植物の葉や双子葉植物の花を食べて急速に成長、6月中旬から7月の梅雨明けにかけて羽化し、11月頃まで生息する。

## 名前の由来、別名
俗説で、8月の旧盆（精霊祭）の時季になると姿を見せ、精霊流しの精霊船に似ることから、この名がついたと言われる（同様の命名にショウリョウトンボがいる）。
また、オスメスの性差が非常に大きく、別の名前が付くくらい違って見えるので「天と地ほども違う」という意味の「霄壤」から、ショウジョウバッタ（霄壤蝗虫）と呼ばれる。
オスは飛ぶときに「キチキチキチ……」と音を出すことからキチキチバッタとも呼ばれる。一方、メスは捕らえやすく、後脚を揃えて持った際に身体を縦に振る動作をすることからコメツキバッタ（米搗蝗虫）もしくはハタオリバッタ（機織蝗虫）という別名もある。
「バッタ」は「蝗虫」以外に「飛蝗」などの表記があり、本種は「精霊飛蝗」とも表記されるが、本来「飛蝗」とは相変異し群生相となったサバクトビバッタ、トノサマバッタを指す。『広辞苑』第四版は「精霊蝗虫」の表記のみを記載している。
なお、日本では一般に「蝗」はイナゴ（稲蝗）を意味するがイナゴとバッタを区別しない地域もあり統一的ではない。群生相になるのがバッタ、相変異しないのがイナゴである。
漢名「長頭蝗」はショウリョウバッタ属（Acrida）を指す。

## 類似種
ショウリョウバッタと同様に頭が前方に尖るバッタにはオンブバッタとショウリョウバッタモドキがいるが、生息環境や体の大きさが異なる。
オンブバッタ Atractomorpha lata
ショウリョウバッタよりずっと小型で、おもに草丈の高い畑やクズ群落などに生息する。成虫に翅はあるが飛行しない。別科オンブバッタ科に分類される。
ショウリョウバッタモドキ Gonista bicolor
姿や分布・出現時期がショウリョウバッタに似るが、小型であること、頭部が斜め上でなくまっすぐ前に尖ること、背中が褐色であること、後脚が短いこと、草丈の高い湿った草原を好むことなどで区別できる。

## 利用
食べることができ、エビに似た味がする。食用に適さない羽や後足を取り除いた上で焼くなどして調理する。

## 写真

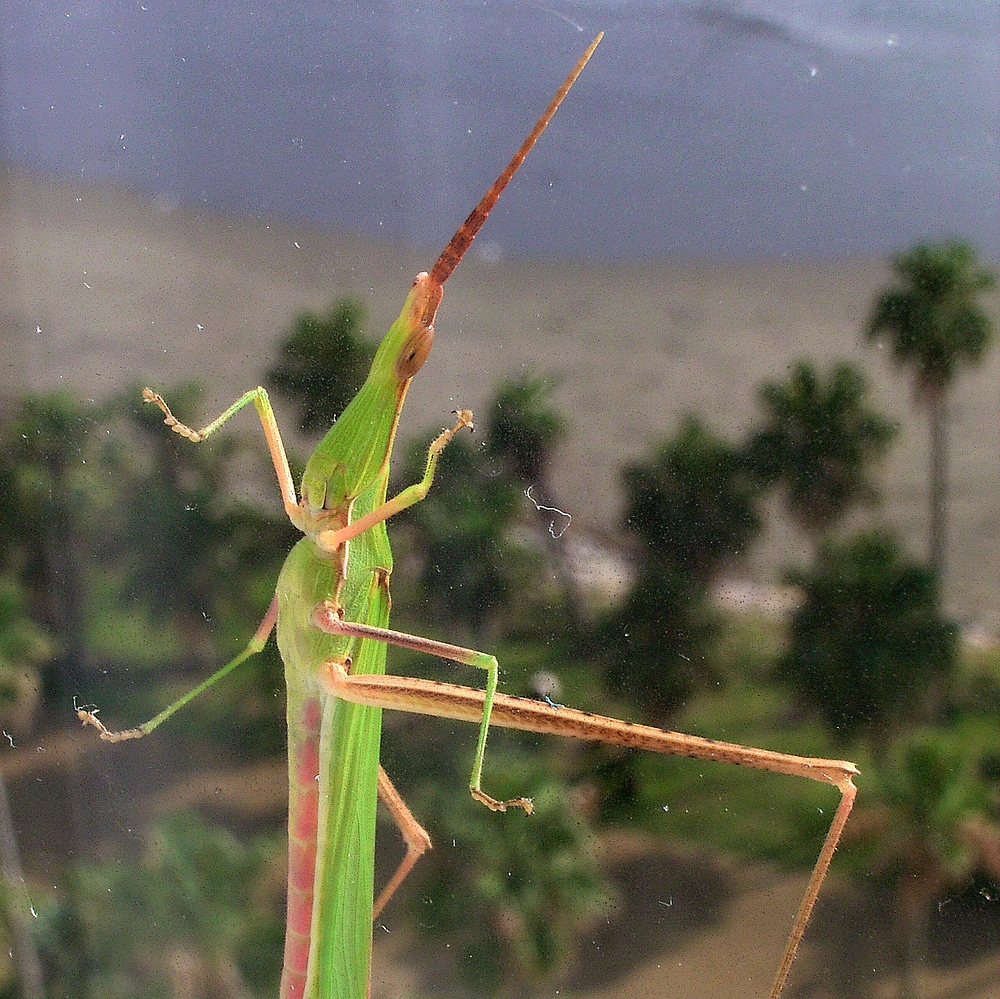
オス
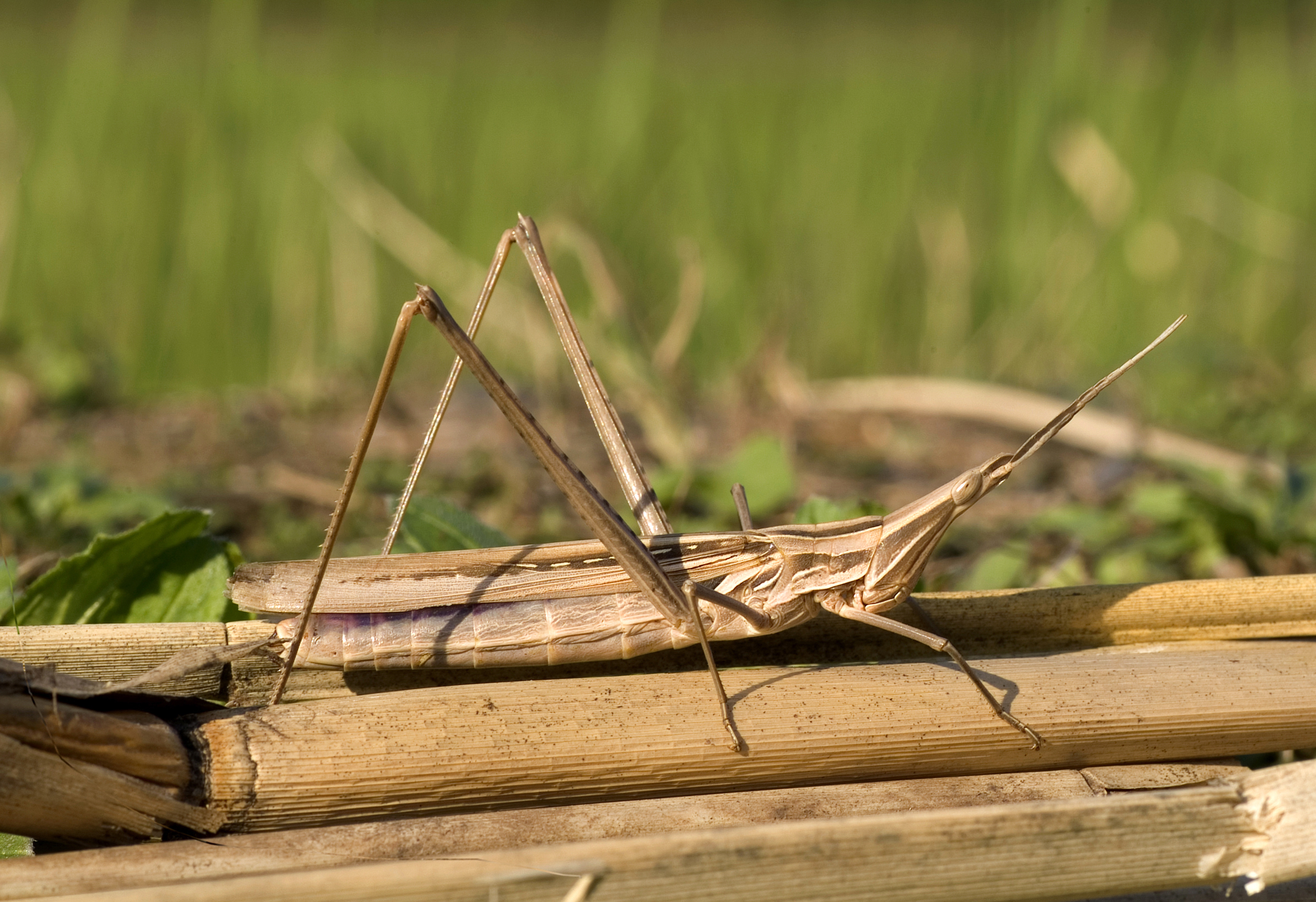
メス
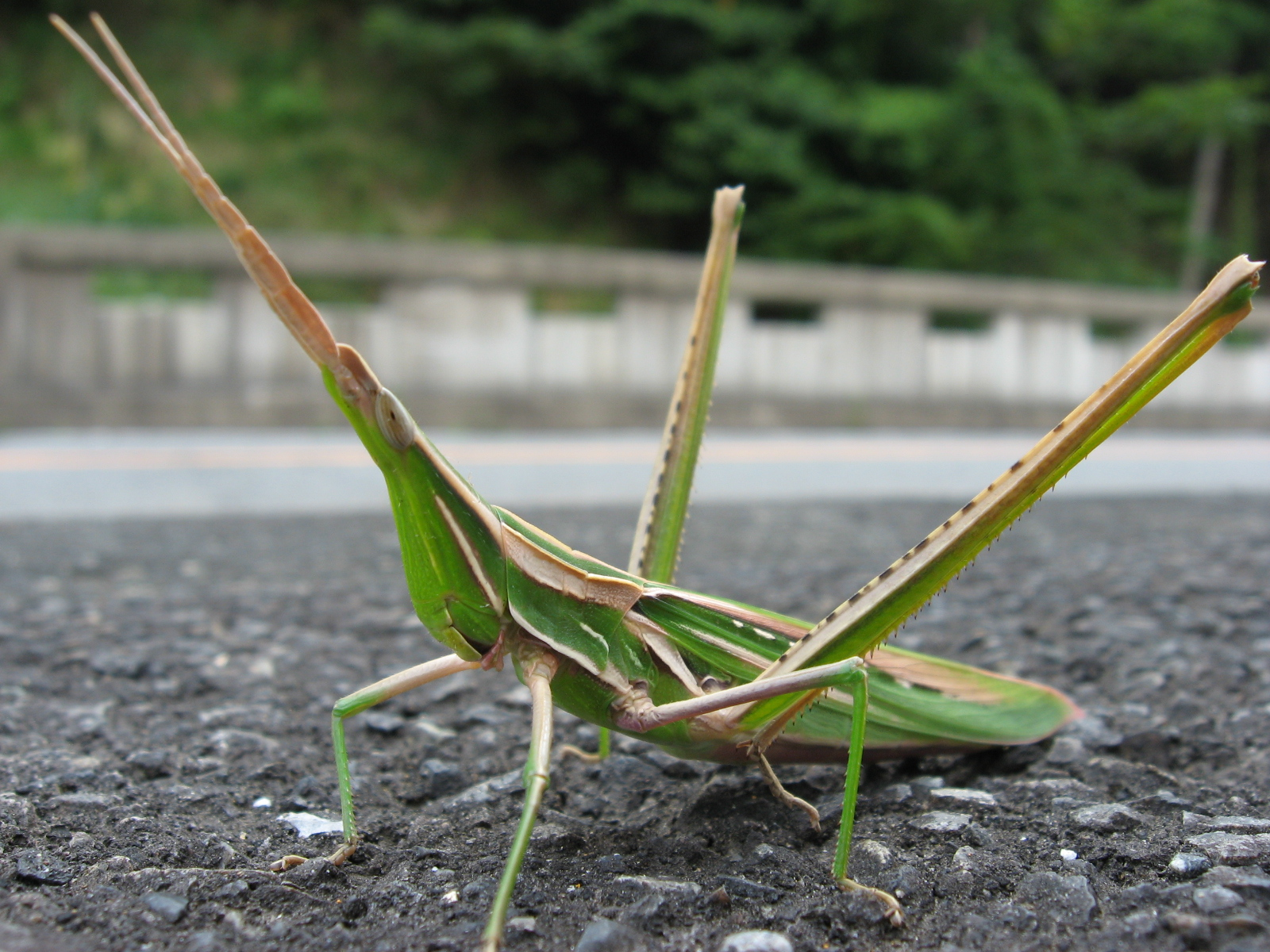
緑色と茶褐色が混じった色をした個体
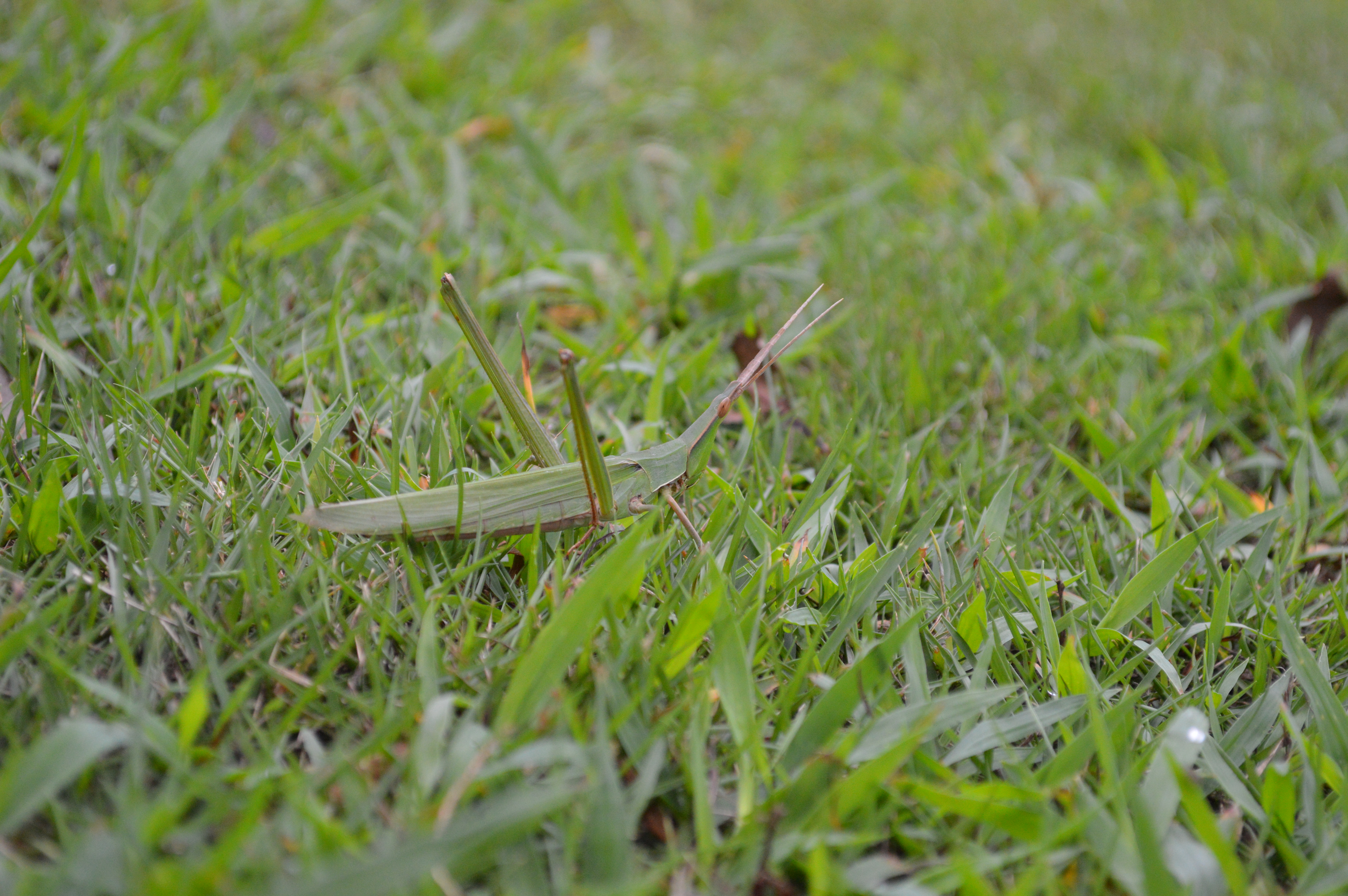
芝生に溶け込む
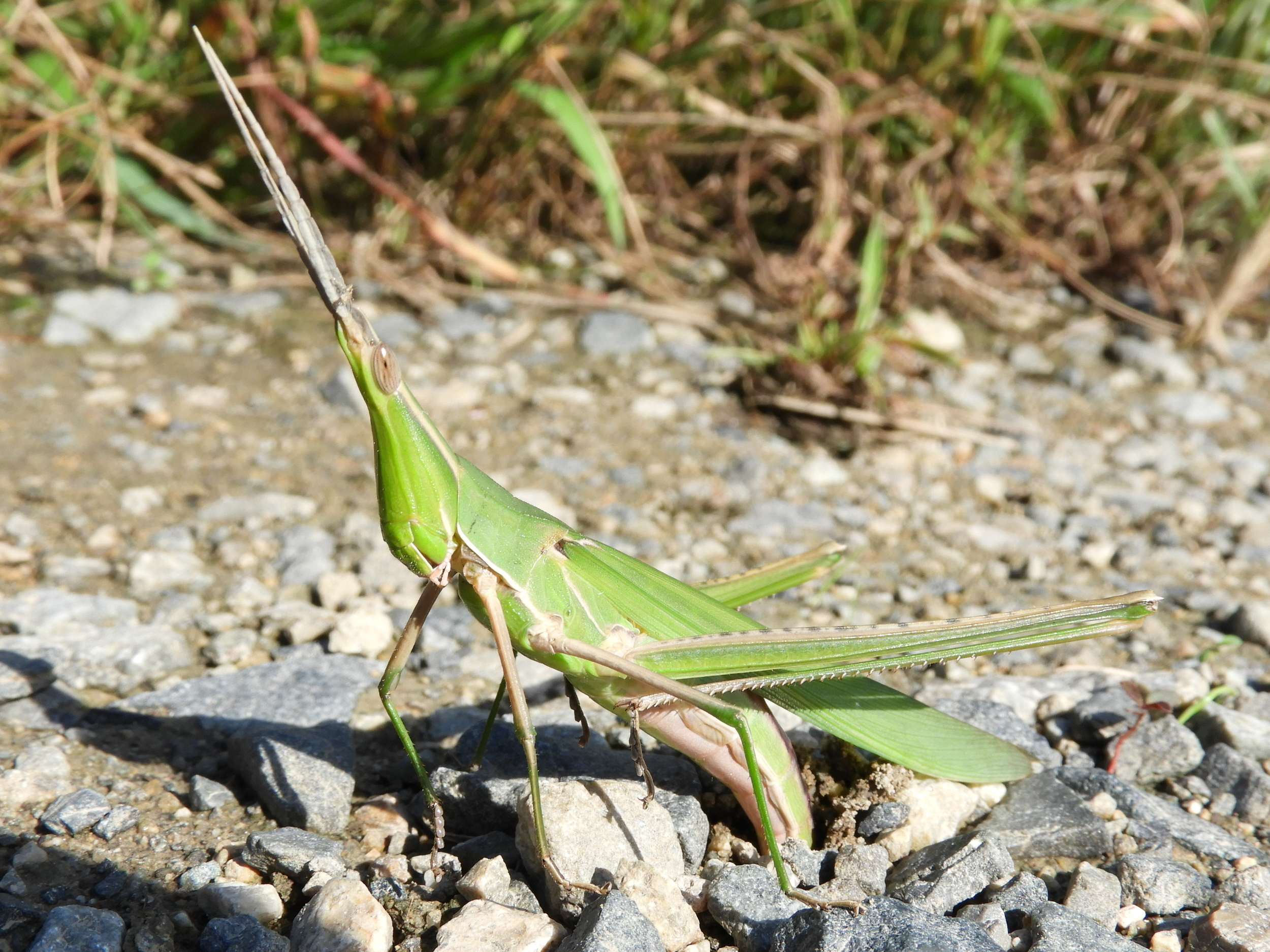
あぜ道に産卵するメス
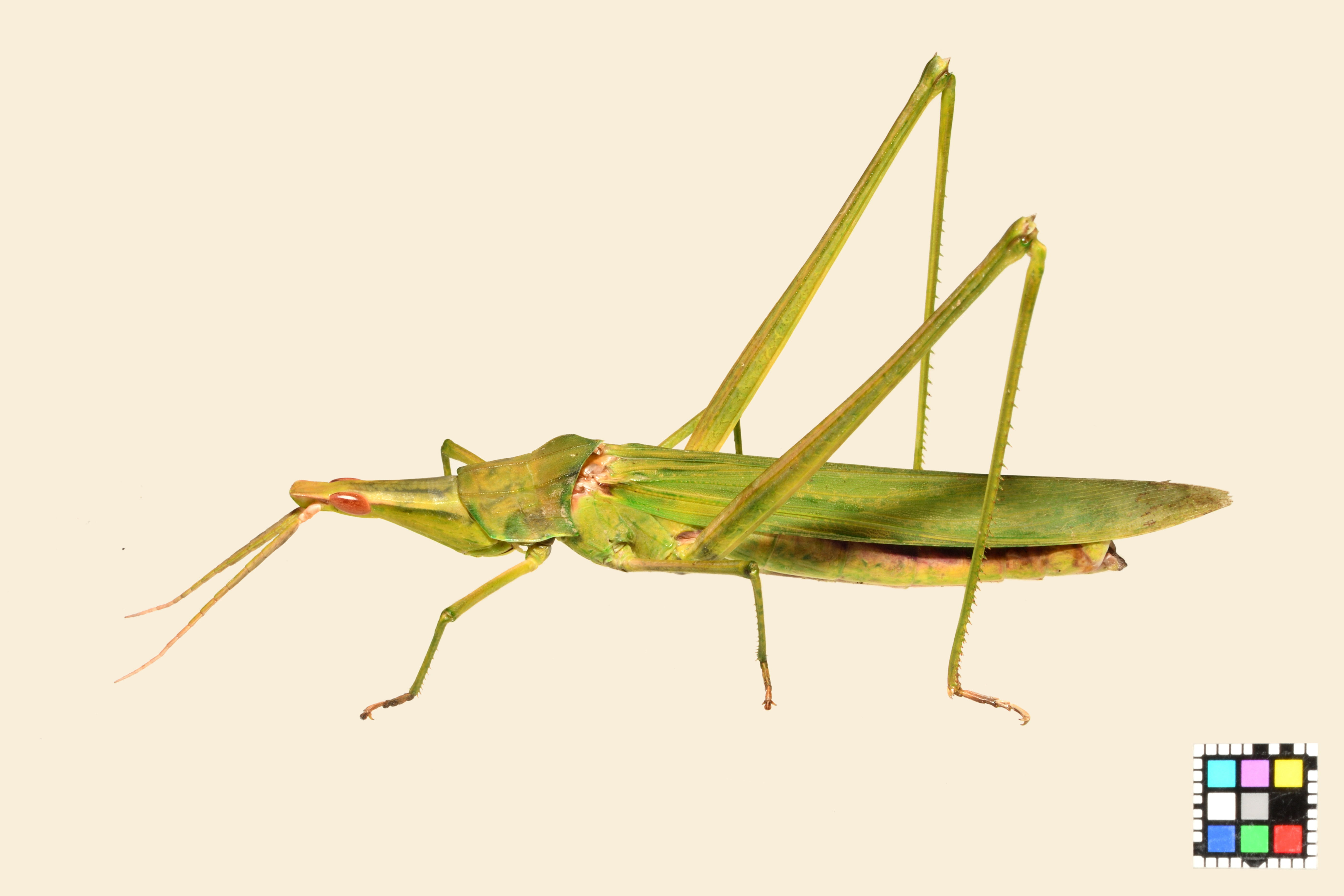
メス（熊本県益城町）
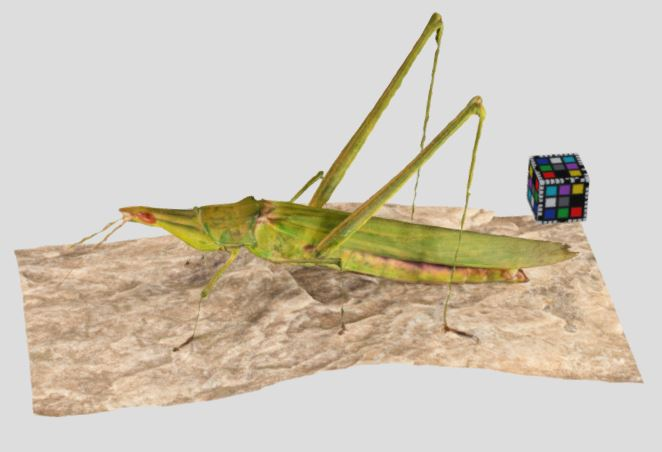
ショウリョウバッタのメスの3Dモデル